# Конфедерация зелёных
Конфедерация зелёных — «зелёная» политическая партия Вануату. На парламентских выборах 6 июля 2004 года партия получила 3 места (на 1 больше, чем на предыдущих) из 52. Наиболее известный член Конфедерации зелёных — Моана Каркассес Калосил, заместитель лидера оппозиции, бывший министр иностранных дел и 9-й премьер-министр Вануату.